# 奈良北団地
奈良北団地（ならきただんち）は、神奈川県横浜市青葉区奈良町2913番地にある住宅団地。日本住宅公団（現：都市再生機構）によって公団住宅の大量供給期に建てられた団地の一つで、1971年（昭和46年）9月に第一次入居開始した。設計は市浦都市開発建築コンサルタンツ（現・市浦ハウジング&プランニング）。
同時期に近隣で民間により分譲された戸建住宅地の玉川学園台団地や小田急学園奈良団地とあわせて小規模なニュータウンのような雰囲気となっている。団地敷地の東端（1号棟裏）～南端（13・14号棟裏）は東京都（町田市）との都県境である。

## 特徴
奈良北団地とそれに続けて建設された南神大寺団地（横浜市神奈川区神大寺二丁目）、南永田団地（横浜市南区永田みなみ台）の3団地は
公団初の「近郊高層高密度団地」として、「大規模中層団地」（主に郊外に建設）と「面開発高層団地」（主に市街地に建設）の中間的な位置づけで計画された。
これら3団地は市浦都市開発建築コンサルタンツの同じ設計者が手がけており、奈良北および南神大寺での経験が南永田団地に反映されていると言える。
最初の奈良北団地の設計にあたっては、水平と垂直の動線を重視したという。
高層棟のうち3号棟・6号棟・7号棟は単なる直方体ではなく、異なる方角に面した建物を連結した構造をしている。これら3棟は、中3階・中6階に廊下を設けるスキップフロア方式を採用し、連結部にはプレイコーナー（人工芝などを備えた子供の遊び場）を配した。また、高層棟を囲み配置し、得られた空間を緑地や公園とした。
高台にあるため、高層棟の上階では視線を遮るものがほとんどなく、好天時には横浜ランドマークタワーなどが見えることもある。

## 構成
高層（8階・11階建て）7棟と中層（4階・5階建て）11棟で構成され、総戸数は1627戸。一部の高層棟は高齢者向け優良賃貸住宅（高優賃）に指定されている。建物完成時の住戸の間取りは1DK・2DK・3DKがほとんどであり、設備は公団仕様のダイニングキッチン・和室・風呂などであった。近年のリニューアル工事により、和室を洋室に転換した住戸や、DKとそれに隣接する和室を一体化しフローリングのLDKとした（1DK住戸の場合は1Rとした）住戸もある。
高層（1～7号棟）
3号棟付近、6号棟付近に公園がある。
3・6・7号棟のプレイコーナーは、住棟改修工事の際に人工芝などが撤去されている。
- 1号棟（11階建て）
郵便局・医院がある。1号棟前に広場があり、夏祭りなどの際に利用される。かつて広場では定期的にお茶や味噌などの露店が出たりしていた。
- 2号棟（11階建て）
2号棟に集会所、団地管理事務所がある。
- 3号棟（8階建て）
- 4号棟・5号棟（11階建て）
4・5号棟は別の棟だが隣り合って建てられており、通路が各階で接続されている。5号棟と6号棟の間に調整池がある。
3・6・7号棟とは隣接しているが、高低差があることから調整池側には歩道（階段）しか設けられておらず、乗用車による往来はいったん団地外へ出る必要がある。
- 6号棟（8階建て）
- 7号棟（8階建て）

中層（8～18号棟、5階建て・16号棟のみ4階建て）
公園がある。
団地内に公園がいくつかあるほか、街区公園が近隣の住宅地などに設置されている。高層エリアの公園（3号棟前公園）には幼児用の「ちびっこプール」がある。

## 現況
築年数が相当経過しており、同時期に建設された他の公団住宅同様、近年は設備等のリニューアル工事や耐震補強工事などが行われている。また当初は団地敷地内には植栽等が多くあったが、自家用車の増加とともに緑地の一部を削り駐車場とした。同様の理由で、当初からあった大駐車場に2階部分を設置し収容台数を増やしている。
高層棟の一部ではその立地条件から建物外壁への耐震補強工事を行うことが困難であった。そのような住棟に対しては一部住戸を閉鎖し、その室内にオイルダンパー制震装置を設置するという方法で耐震補強工事がなされている。
2011年の東北地方太平洋沖地震（東日本大震災）では当地域でも震度5弱を記録したが、その後の訪問確認では補強建物及び制震装置に異常はみられなかったという。
同時期に大量入居した団地やニュータウンと同様に高齢化が進み、高齢者のみ世帯や独居高齢者も多いため、孤立や孤独死などといった問題を抱えている。高齢者向け優良賃貸住宅（高優賃）に指定されていることも高齢者が多い要因の一つと考えられている（近隣に暮らす子供が老いた親を呼び寄せるなどがあるため）。都市機構は団地敷地内に通所介護（デイサービス）施設を誘致、当団地及び周辺地域（青葉区のほか、町田市・川崎市の各一部）をサービスエリアとする「つどい奈良北」が2013年に開所した。また、空室になった住戸のいくつかをバリアフリー仕様に改装し、「つどい奈良北」を運営する介護事業者と連携してサービスつき住戸「みまもり住宅」として提供している。
団地自治会により夏祭りなどのイベントが催されている。特に夏祭りは1972年（昭和47年）から続けられており（小田急学園奈良自治会との共催）、団地内外の住民で賑わう。

## 交通
丘の上にあるため、周辺駅からの徒歩でのアクセスはちょっとした「山越え」となる。

### 鉄道
小田急電鉄玉川学園前駅・東急こどもの国線こどもの国駅より徒歩15分

### 路線バス
「奈良北団地」停留所から、近隣の鉄道各路線へのバス路線が運行されている。
- 鶴川駅 (鶴07・鶴09系統) - 小田急バス
- 田奈駅・十日市場駅 (177系統) - 横浜市営バス
- 青葉台駅 (青118系統) ・市が尾駅 (市43系統)  - 東急バス

## 施設
いずれも1号棟1階：
- 横浜奈良郵便局
- 奈良北歯科
- おかクリニック

2号棟前（広場奥）：
- デイセンターつどい奈良北

## 団地周辺
1号棟近くには地元スーパーマーケットの「エイコー」があったが閉店、建物はほぼそのままに何回かのテナント交代を経て、2004年9月より「三和奈良北店」が入居している。1号棟と三和の間には東京都町田市成瀬台が楔のように張り出しており、13・14・15号棟裏手から1号棟裏・三和裏を経て成瀬台バス停・こどもの国方向へ続く道は都県境となっている。
1号棟近くに「センター前」バス停があり、1・2号棟などからは奈良北団地バス停よりもこちらのほうが近い。
また、「センター前」バス停の「センター」とは、かつてこの向かいにあった「小田急ショッピングセンター」のことである。小田急ショッピングセンターの建物は老朽化が進んだことから2009年に取り壊され、最後まで残っていた歯科医院と書店は近隣に移転した。なお、跡地はコインパーキングを経て2015年8月より「セブンイレブン横浜奈良北団地店」が開業し、同時にバスベイも整備された。
三和奈良北店の隣には「東日本銀行奈良北支店」が出店していたが、2021年（令和3年）7月に相模原支店へ店舗内店舗として移転し撤退した。常磐相互銀行時代の1971年（昭和46年）8月にこの地域に進出し、以前は向かい側の「林内科医院」のあたりに立地していた。
そのままバス通りを下っていくと「横浜市立奈良小学校」、さらに先の奈良保育園前交差点そばに「横浜市立奈良保育園」がある。交差点を左折すると「緑協和病院」が、さらに先の玉川学園台団地地区内に私立幼稚園の「奈良幼稚園」がある。
なお、医療機関は団地内の奈良北歯科・おかクリニックのほか、周辺には前述の緑協和病院・林内科医院以外にも学園奈良医院・渡辺医院など、個人開業の医院がある。
奈良保育園前交差点から奈良北団地入口交差点へ進み、左へ行くと「TBS緑山スタジオ」（緑山スタジオ・シティ)が、右へ行くと「奈良地区センター」（公民館）を経て「こどもの国」「東急（横浜高速鉄道）こどもの国駅」がある。
一方、1号棟前広場からバス通りを玉川学園前駅方面へ進んでいくと、団地向かいに商店が軒を連ねている。閉店し一般住宅に建て替えられたところもあるためかつてほどではないが商店街となっており、古くから続く店のほか、新たに入居する店舗もある。3号棟・4号棟付近に「奈良北団地」バス停があり、小田急バスはこちらが終点となる。
「奈良町第三公園」を過ぎ、陸橋を渡って左折すると東急バスと横浜市営バスの「奈良北団地折返場」およびバス停がある。折返場裏にはかつて、小田急百貨店の社員寮と小田急ジュノーの体育館があった（現在はマンションが建っている）。この陸橋を過ぎたあたりから上り坂となり、途中には「小田急バス折返場」、戸建住宅やマンションが立ち並ぶ。
坂を登りきったところの交差点から西方向は町田市内となり、ここまでと比べて道幅は狭くなり歩道もあまり整備されていない。「玉川学園」のテニスコートを左に見つつ陸橋を渡り、住宅街を抜けると「小田急線玉川学園前駅」の駅前通りに達する。一方、交差点の南北方向へ続く道は都県境となっており、都県境の交差点から北方向の道は玉川学園の敷地へ続いている。
玉川学園の敷地内には恩田川支流の奈良川源流である「本山池」があり、市民団体が神奈川県水産総合研究所および玉川学園と共同で、本山池の生物生息環境の回復と保全に努めている。なお、奈良川は恩田川を経て、鶴見川へ続いている。